# Zlatý stôl (podcelek)
Zlatý stôl  je geomorfologická podsestava Volovských vrchů v centrální části pohoří.
Podsestava představuje nejmohutnější vrcholovou skupinu Volovských vrchů od sedla Súľová (908 m) po Úhornianske sedlo (999 m), z níž vybíhá na sever několik rozsáhlých rozsoch. Nejvyšším bodem podcelku je stejnojmenný vrch (1322 m).
Na jihu hraničí s Rožňavskou kotlinou a podcelkem Pipitka, na východě s podcelkem Kojšovská hoľa (dělicí linií je potok Smolník), na severu s podcelkem Hnilecké vrchy (dělicí linií je údolí Hnilce a na západě s celkem Revúcka vrchovina (dělicí linií je řeka Slaná).
Dalšími výraznými vrcholy jsou Skalisko (1293 m), Volovec (1284 m), Hekerová (1260 m), Biele skaly (1252 m), Čertova hoľa (1245 m), Ptačí vrch (1121 m).
Uvnitř pohoří se nachází jediná obec – Henclová.